# Itagaki Taisuke
En aquest nom japonès, el cognom és Itagaki.
El comte Itagaki Taisuke (japonès: 板垣退助)  (Kōchi, 21 de maig de 1837 - Parc Shiba, 16 de juliol de 1919) fou un polític japonès i líder del Moviment per la Llibertat i els Drets del Poble (自由民 権运动, jiyu minken Undo), grup que va evolucionar com el primer partit polític del Japó.

## Primers anys
Va néixer en una família de samurais de classe mitjana, a la província de Tosa (actual prefectura de Kōchi). Després d'estudiar a les ciutats de Kōchi i Edo, va ser nomenat sobayonin (conseller local) del dàimo de Tosa, Yamauchi Toyoshige, i es va encarregar de la comptabilitat i dels assumptes militars de la província a la residència d'Edo en 1861. Era contrari a la política oficial de Kobu gattai (reconciliació entre la Cort Imperial i el Shogunat Tokugawa), i entre 1867 i 1868, es va trobar amb Saigō Takamori de la província de Satsuma, i van acordar l'adhesió de les forces de Tosa en l'enderrocament del Shogun per donar inici a la Restauració Meiji. Durant la Guerra Boshin, es va consolidar com la principal figura política de Tosa, i va reclamar un lloc en el nou govern Meiji després de la derrota dels Tokugawa.

## D'estadista Meiji a agitador liberal
Itagaki va ser designat Conseller de l'Estat en 1869, i va estar involucrat en diverses reformes importants, com l'abolició del sistema han en 1871. Com a sangi (conseller), es va encarregar del govern temporalment durant l'absència de la Missió Iwakura. No obstant això, va renunciar al govern Meiji en 1873, donat que es mostrava en desacord amb la política governamental de restriccions sobre Corea (Seikanron) i, de manera més destacada, per la seva oposició al domini dels clans de Chōshū i Satsuma en el nou govern.
En 1874, en col·laboració amb Goto Shojiro de Tosa i Eto Shinpei i Soejima Taneomi de Hizen, van formar l'Aikoku Koto (Partit Públic dels Patriotes); Itagaki va declarar: "Nosaltres, els trenta milions de persones del Japó, estem igualment dotats de certs drets definits, entre els quals destaquen els de gaudir i defensar la vida i la llibertat, adquirir i posseir propietats, i obtenir un mitjà de vida i la recerca de la felicitat. Aquests drets són atorgats per la natura a tots els homes i, per tant, no poden ser presos pel poder de cap home"
Aquest moviment antigovernamental va ser recolzat pels romanents de la classe samurai que estava descontenta amb el nou govern, de l'aristocràcia rural (que estava ressentida pel sistema tributari centralitzat) i dels camperols (que estaven descontents amb els alts preus i els baixos salaris). La participació d'Itagaki amb idees liberals va ser considerat una legitimitat política al Japó, i va esdevenir un líder que propugnava la reforma democràtica.
Itagaki i les seves associacions van crear una varietat d'organitzacions que fusionaven l'estil cultural dels samurai amb el liberalisme occidental, el reclam d'una assemblea nacional, un constitució escrita i límits a l'excés de poder del govern. Entre aquests moviments s'incloïen el Risshisha (Moviment d'Autoajuda) i l'Aikokusha (Societat de Patriotes) en 1875. Després de superar alguns problemes, l'Aikokusha va ser restablert el 1878 i va fundar el Moviment per la Llibertat i els Drets del Poble. Aquest moviment va causar la ira entre el govern i els seus defensors. En 1882, Itagaki va sobreviure a un intent d'assassinat per part d'un militant de dreta.

## Líder del Partit Liberal

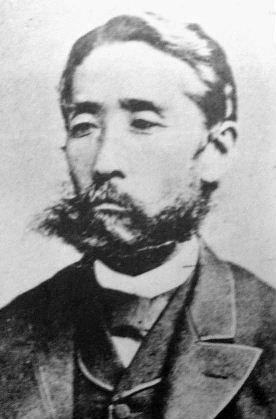
Comte Itagaki Taisuke.

Els líders de govern es van reunir a la Conferència d'Osaka de 1875, i van temptar Itagaki perquè reprengués el càrrec de sangi (conseller), però va renunciar un parell de mesos després en observar que hi havia una concentració excessiva de poder en el Genrōin.
En 1881, Itagaki va crear el Partit Liberal (Jiyūtō) juntament amb Numa Morikazu i, en col·laboració amb el moviment Rikken Kaishintō, van captar el descontentament popular a tot el país en el període de 1880 a 1884. En aquesta època, es va desenvolupar una separació en el moviment entre els membres de la classe baixa i els líders aristòcrates del partit. Itagaki va estar involucrat en una polèmica quan va decidir viatjar a Europa, perquè existia la sospita que aquest viatge havia estat finançat pel govern. En conseqüència, van proliferar grups radicals que es van separar de l'organització, un fet que va minar la unitat del partit i del moviment.
El 20 d'octubre de 1884 el Partit Liberal va ser dissolt, i va ser restablert breument abans de l'obertura de la Dieta Imperial en 1890 amb el nom de Rikken Jiyūtō.

## Últims anys
Itagaki va ser nomenat Comte (Hakushaku) a 1884, sota el sistema de noblesa japonès (kazoku), però només ho va acceptar amb la condició que el títol no passés als seus hereus.
A l'abril de 1896, va ser nomenat Ministre de l'Interior en la segona administració del Primer Ministre Itō Hirobumi. El 1898 es va aliar amb Okuma Shigenobu del partit Shinpotō per formar el partit Kenseitō i el primer govern partidista del Japó. Okuma es va convertir en Primer Ministre i Itagaki va continuar treballant com a Ministre de l'Interior. El gabinet només va durar quatre mesos, per les disputes entre les diverses faccions, un fet que va fer palesa la immaduresa de la democràcia parlamentària al Japó en aquesta època.
Itagaki es va retirar de la vida pública el 1900 i va passar la resta de la seva vida escrivint. Va morir per causes naturals el 16 de juliol de 1919.

## Llegat

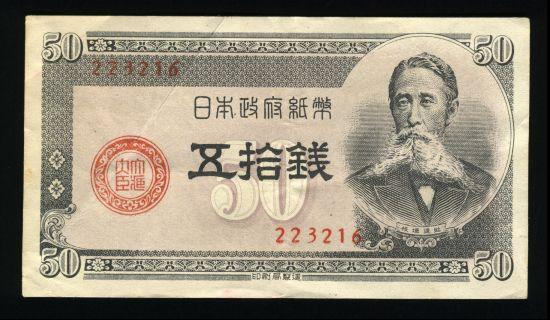
Antic bitllet de 50 sen, que mostra l'efígie d'Itagaki Taisuke.

Itagaki Taisuke ha estat considerat el primer líder d'un partit japonès i un important exponent del liberalisme del Japó a l'Era Meiji.
El seu retrat va aparèixer en els bitllets de 50 sen i 100 iens emesos pel Banc del Japó.